# Sasia
Sasia är ett släkte med fåglar i familjen hackspettar inom ordningen hackspettartade fåglar. Släktet omfattar vanligen två arter med utbredning i Sydostasien:
- Rostdvärgspett (S. abnormis)
- Vitbrynad dvärgspett (S. ochracea)

Afrikansk dvärgspett har tidvis inkluderats i släktet, men placeras oftast i det egna släktet Verreauxia.